# Ojciec chrzestny (gra komputerowa)
Ojciec chrzestny (ang. The Godfather: The Game) – gra komputerowa wydana w roku 2006 i oparta na filmie Ojciec chrzestny z roku 1972.
Gra jest warta uwagi ze względu na szereg aktorów występujących w filmie i powracających w grze, by użyczyć swych głosów głównym postaciom. Na liście znajdują się między innymi Marlon Brando jako don Vito Corleone, James Caan jako Sonny Corleone, Robert Duvall jako Tom Hagen i Abe Vigoda jako Salvatore Tessio. W tworzeniu gry nie brał udziału Al Pacino. Godny zauważenia jest również fakt, że edycją fabuły gry oraz kwestiami fikcyjnego świata Ojca chrzestnego zajął się Mark Winegardner, autor powieści Powrót ojca chrzestnego.
Electronic Arts ogłosiła w roku 2005, że gracze będą w stanie tworzyć własne sylwetki gangsterów i szczegółowo modyfikować wygląd ich twarzy za pomocą aplikacji MobFace. Aplikacja daje zresztą również możliwość wprowadzenia zmian w sylwetce i ubiorze postaci. Tytuł dodatkowo miał nie przebiegać według schematu zaliczania kolejnych misji, lecz dawać graczowi możliwość eksploracji Nowego Jorku lat 40. i 50. dwudziestego wieku na zasadach piaskownicy, podobnych do nieliniowej fabuły wprowadzonej w grach z serii Grand Theft Auto. Electronic Arts stworzyła również system kontroli Black Hand, służący wywieraniu presji i ściąganiu haraczy od właścicieli lokalnych sklepików. Za pomocą drążków analogowych kontrolera konsoli Xbox gracz mógł wykonać cały szereg ruchów, w tym uderzanie pięściami, kopanie, uderzenia głową, duszenie, itd. EA zapowiedziała również, że powstanie wersja gry dla konsoli Wii, nie różniąca się w kwestiach fabuły, ale wykorzystująca charakterystyczny dla urządzenia kontroler.
Gra ma wiele wspólnego ze wspomnianą wyżej serią GTA, lecz pewne podobieństwa da się również zauważyć w odniesieniu do gry Mafia.

## Bohater
Gracz wciela się w młodego mężczyznę (Aldo „Kid” Trapani), który rozpoczyna swoją karierę w rodzinie Corleone. We wprowadzeniu do gry poznajemy jego historię. Gdy był jeszcze dzieckiem, jego ojciec - wierny Donowi Corleone - został zamordowany przez rodzinę Barzinich. Gdy młody Bohater patrzył na ciało swojego ojca, podszedł do niego Don Vito Corleone i obiecał, że kiedyś nadejdzie dla niego czas zemsty.
Dziewięć lat później, na weselu Connie Corleone, matka Alda prosi Ojca Chrzestnego o pomoc dla syna, który związał się z podrzędnym nowojorskim gangiem. Don Corleone wysyła Lucę Brasi, aby odszukał bohatera. Luca wprowadza bohatera w interesy rodziny Corleone. W tym momencie gracz przejmuje kontrolę nad bohaterem.

## Awans bohatera
W miarę zaliczania przez gracza kolejnych misji, mafijna rodzina Corleone promuje go na coraz wyższe stanowiska:
- Przybysz (ang. Outsider)– człowiek z zewnątrz, wolny strzelec, bandzior, który pracuje za pieniądze i nie wykazuje lojalności dla jakiejkolwiek organizacji. Osoba taka nie cieszy się przywilejami w żadnym syndykacie przestępczym i zwykle nie jest obdarzana zaufaniem przez swój niezależny charakter. Czasami, jak dzieje się to z bohaterem gry, outsider może zaoferować swoje usługi jednej z rodzin, licząc na awans w szeregach organizacji.
- Współpracownik rodziny (ang. Associate) – nie jest już szarą postacią w tłumie, ale „chłopcem na posyłki” rodziny. Zleca mu się różne zadania, na przykład handel narkotykami mający odwrócić uwagę wymiaru sprawiedliwości od prawdziwych decydentów. Osoby niemające włoskiego pochodzenia nigdy nie dostają się na stopnie wyższe, niż współpracownik. Bohater gry uzyskuje ten poziom po zaliczeniu kilku misji, w czasie, kiedy poznaje Toma Hagena i Sonny’ego Corleone.
- Żołnierz (ang. Soldier) – zawdzięcza swoją pozycję uczciwej pracy dla rodziny, której członkiem staje się w momencie awansu. Żołnierz może być wyłącznie włoskiego pochodzenia, zaś przed awansem musi się wykazać na szczeblu współpracownika. Gdy „księga się otwiera”, oznacza to, że w rodzinie może być dla niego miejsce. Wtedy to capo (lub grupa takich osób) może zarekomendować współpracownika na nowego członka rodziny. W przypadku, gdy na jedno miejsce przypada kilku kandydatów, decyzja należy do dona. Nowy członek rodziny najczęściej wchodzi w skład ekipy jednego z capo. W grze bohater osiąga tę rangę podczas jednej z misji głównego nurtu gry.
- Capo (ang. Capo) – skrót od Caporegime. Capo jest szefem grupki żołnierzy. Podlega bezpośrednio donowi i jest oficerem łącznikowym między nim a żołnierzami.
- Wiceszef (ang. Underboss) – zwykle stopień ten nadaje don. Wiceszef jest drugą siłą w rodzinie. Uznaje się go za kapitana wszystkich capo podległego donowi. Jest on zwykle pierwszą osobą zdolną objąć dowodzenie, jeśli don nie może wykonywać swoich powinności. Gra pozwala osiągnąć tę rangę po zaliczeniu wszystkich głównych misji.
- Don (ang. Don) – głowa rodziny. W grze stopień ten osiągnąć można po wykonaniu wszystkich misji gry i podłożeniu bomb pod siedziby pozostałych rodzin. Ojciec chrzestny, Vito Corleone, sprawuje ten urząd w swojej rodzinie. Po jego śmierci nowym donem zostaje Michael.
- Don Nowego Jorku (ang. Don of New York City) – status ten osiągnąć można po zaliczeniu wszystkich misji, przejęciu jaskiń hazardu i interesów oraz osiągnięciu wyniku 90% ukończonej gry. Po odwiedzeniu hotelu w Little Italy w ostatniej misji wskaźnik ten powinien pokazać 91,5%. Oznacza to zjednoczenie wszystkich rodzin pod wspólnym sztandarem i kontrolowanie Nowego Jorku bez przeciwników. Po osiągnięciu tego stopnia w grze, bohater otrzymuje nieograniczoną ilość amunicji do swych broni, milion dolarów i ilość punktów szacunku, brakującego do osiągnięcia 50 poziomu.

## Rodziny
W grze występuje pięć mafijnych rodzin, przejętych z filmu:
- Tattaglia – pochodzą z Brooklynu, gdzie kontrolują prawie każdy interes i jaskinię hazardu. Rodziną kieruje don Philip Tattaglia. Rodzina Tattaglia silnie rywalizuje z rodziną Corleone, chcąc przejąć interesy w Little Italy, terytorium Corleone. Syn dona, Bruno Tattaglia, jest kandydatem do przejęcia kontroli nad rodziną po ojcu. Bruno współpracuje z postacią o nazwisku Virgil Sollozo. Doradcą rodziny Tattagliów jest Freddie Nobile. Dwaj członkowie o randze „Wiceszef” to Bruno i Johnny Tattaglia.
- Cuneo – pochodzą z Hell’s Kitchen. Rodzina nie jest zbyt bogata, kontroluje kilka sklepów i jaskiń hazardu. Ich przywódcą jest don Ottilio Cuneo. Rodzina składa się z bezwzględnych morderców, co jest w większej części spowodowane lokalizacją, w której działa. Hell’s Kitchen jest miejscem zniszczonym i pełnym biedoty. Doradcą rodziny jest Luciano Fabbri, zaś wiceszefem Marco Cuneo.
- Stracci – zgodnie z informacjami z klipów wideo Sekrety rodzinne, rodzina Stracci jest po prostu kurewsko zła. Donem rodziny jest Victor Stracci, zaś jej terytorium to New Jersey. W świetle dnia okolica ta wygląda nawet spokojnie, wypełniona jest ładnymi domkami i starannie przystrzyżonymi parkami, lecz w nocy staje się o wiele bardziej niebezpieczna. Stracci to najbardziej okrutna i zawzięta rodzina. Ich doradcą jest Jack Fontana, zaś wiceszefem Salvatore Stracci. Osoby wtykające nosa w jaskinie hazardu i interesy Straccich nie są mile witane. Należy zwrócić uwagę na to, że w zwyczajach Straccich jest ustawianie barykad i wysyłanie przeciwników z zasadzki „do piachu”. Jeśli zdarzy się nam wszcząć wojnę z tą rodziną, najlepszym wyjściem jest odszukanie agenta FBI i wręczenie mu łapówki za zaprzestanie śledztwa nad rodziną Corleone i ich interesami. Jeśli podejmiemy decyzję o nie wręczaniu łapówki lub jeśli nie pozwala na to nasz stan majątkowy, należy albo podłożyć ładunki pod ich główną siedzibę i zdusić centrum dowodzenia, albo strzelać bez ostrzeżenia do każdego Stracciego w zasięgu broni.
- Barzini – rodzina pochodząca z Midtown, najbogatszej dzielnicy Nowego Jorku, co przekłada się na zamożność samej rodziny. Grupą dowodzi żelazną ręką don Emilio Barzini. Jest on również głównym autorem zamachu na ojca głównego bohatera gry. Rodzina Barzinich jest bez wątpienia największą siłą w mieście. Doradcą dona jest Domenica Mazza, a wiceszefem Emillio Barzini Jr.
- Corleone – rodzina, do której przyłącza się bohater gry. Niegdyś prowadząca pokojowe układy rodzina została założona w latach 20. przez czwórkę imigrantów z Włoch o nazwiskach Vito Corleone, Peter Clemenza, Salvatore Tessio i Genco Abbandando. Interesy rodziny Corleone prowadzone są przez firmę Genco Olive Oil Company (której nazwa pochodzi od pierwszego doradcy dona, Genca Abbandando), zaś metody kontrolowania lokalnych interesów stanowiły model dla mafii przez całe dekady. Interesy rodziny kwitną dzięki pomysłowości i brutalnej naturze jej członków oraz dzięki ojcu chrzestnemu – don Vito ciągle budzi niebywały szacunek. Rodzina w ostatnich czasach musiała jednak walczyć z najazdami rywalizujących grup i w chwili obecnej kontroluje tylko niewielką część interesów w mieście, chce jednak przenieść swoje wpływy na terytorium Las Vegas. Większość działań rodziny skupiona jest na Manhattanie i w Little Italy, jednak te lokacje nękane są przez kolejne najazdy rodziny Tattaglia z Brooklynu. Sklepy przy ulicach dzielnicy Little Italy są dość biedne, lecz prowadzone przez rodziny o długoletniej tradycji. Na tym właśnie tle powstało credo rodziny Corleone, które zakłada lojalność i hojność w stosunku do sług rodziny, a nagłą i zdecydowaną odpowiedź w stosunku do zdrajców.

## Broń
- ołowiana rura
- kij baseballowy
- pałka policyjna
- koktajl Mołotowa
- dynamit
- bomba
- garota
- rewolwer Colt Detective
- pistolet Colt M1911
- Magnum
- karabin półautomatyczny Thompson z roku 1928
- strzelba Winchester Model 12

Każda z broni posiada trzy stopnie usprawnienia, pozwalające na zwiększenie pojemności magazynka, częstotliwości oddawania strzałów, itd.

## Krytyka
Istnieją dowody na to, że reżyser trylogii filmowej, Francis Ford Coppola, nie popierał pomysłu stworzenia gry.
Gra nie odwzorowuje struktury i działania organizacji mafijnej, ani w sposób sugerowany przez trylogię filmową Ojciec chrzestny, ani w sposób opisywany przez fikcyjne i niefikcyjne źródła. Nawet po awansie na stopień don, a potem don Nowego Jorku, głównym zadaniem bohatera jest nadal wykonywanie zleceń zabójstwa i osobiste przejmowanie interesów w mieście. W pozostałych źródłach opisujących struktury mafijne osoba tak wysoko stojąca w hierarchii grupy nie wykonywałaby zadań tego typu. Na dodatek pozostałe postaci gry przez cały czas jej trwania zwracają się do bohatera z wyższością (nazywając go choćby „dzieciakiem” i każąc mu „ruszyć tyłek”). Zdarza im się również prosić: Pamiętaj o mnie, gdy już zostaniesz donem, choć bohater osiągnął już ten tytuł. Jedynym sposobem na zmniejszenie uciążliwości takiego traktowania jest wykonanie wszystkich zleceń, przejęcie wszystkich interesów i jaskiń hazardu,wysadzenie wszystkich sejfów w grze oraz zebranie wszystkich stu szpul filmowych przed zakończeniem misji głównego wątku gry.
Mimo wielkich wysiłków włożonych w maksymalne upodobnienie samych postaci i ich głosów do pierwowzorów spotykanych w filmie, gracze czują, że niektóre postaci pojawiają się zbyt rzadko. Głos Marlona Brando jest wykorzystany tylko w kilku momentach gry, zaś informacje o śmierci ojca chrzestnego i miejscu pobytu Michaela Corleone owiane są mgiełką tajemnicy (mimo że sensowne jest utrzymywanie przez rodzinę miejsca pobytu Michaela w tajemnicy). Pojawiły się głosy, że zmiany te były narzucone przez ostrożność twórców gry, nie chcących zbytnio ingerować w oryginalną opowieść. Pod koniec gry, gdy jej bohater otrzymuje tytuł dona, a później dona Nowego Jorku, kwestia tego, dlaczego Michael nie piastuje już urzędu dona, również nie jest wyjaśniona. Warto też zastanowić się, dlaczego donem zostaje postać gracza, nie zaś osoba mająca w rodzinie dłuższe tradycje, choćby Tom Hagen, czy Pete Clemenza.
Daje się również zauważyć nieobecność najważniejszych postaci kobiecych. Connie Corleone, Kay Adams i Sandra Corleone prawie się nie pojawiają, a Carmella Corleone (żona Vita) pojawia się wyłącznie w roli typowej staruszki, co jest niezgodne z kreacją postaci zagraną przez Morganę King. Nieobecność tych postaci można jednak tłumaczyć kwestiami praw autorskich (patrz niżej). W grze nie pojawia się także Carlo Rizzi, mąż Conny, jest tylko wspomniany na początku misji „Zmiana planów”.
Inne głosy krytyki dotyczą względnie małego wyboru broni i pojazdów w grze (istnieje tylko pięć różnych rodzajów pojazdów i dziesięć typów broni), niewielkiego zróżnicowania lokalizacji handlowo-usługowych (większość hoteli, klubów i magazynów wygląda podobnie) i nieco ograniczonego podkładu muzycznego, na który użytkownik nie ma żadnego wpływu.

## Dodatki
Niedługo po pojawieniu się na rynku gry, Shepard Fairey z Obey Giant wydał zestaw drukowanych wizerunków czterech głównych bohaterów gry: Freda, Sonny’ego, dona i Toma, których twarze zostały umieszczone na banknotach Stanów Zjednoczonych. Druk banknotów był współpracą firmy Electronic Arts i Sheparda Faireya, upamiętniającą wydanie gry. Mimo że nakład publikacji wyniósł 500 sztuk, tylko 50 zostało sprzedanych publicznie (egzemplarze o numerach 51-100). Pojawiały się pogłoski, że pozostałe 450 egzemplarzy zostało rozdanych lub sprzedanych pracownikom Electronic Arts, którzy współtworzyli grę. Początkowo cena zestawu wynosiła 110 dolarów amerykańskich, a serwisem rozprowadzającym zestaw był ObeyGiant.com. Dostępne publicznie egzemplarze rozeszły się w czasie krótszym niż jeden dzień. W sierpniu 2006 roku Shepherd Fairey udostępnił publicznie dodatkowe 100 egzemplarzy, które oferowane były w cenie 100 dolarów. I tym razem popularność zestawu sprawiła, że szybko się rozszedł.

## Wersja dla konsoli PSP
Gra została wydana pod zmienioną nazwą The Godfather: Mob Wars w wersji przenośnej. Inaczej niż w przypadku wersji konsolowej, nie oferuje ona graczowi swobody poruszania się po świecie gry. Jednym z jej składników jest jednak gra planszowa o zasadach zbliżonych do Ryzyka. Wersja gry na PSP była też pierwszą grą wydaną na tę konsolę po polsku.